# Lilit Mkrtchian

Lilit Mkrtchian (em armênio/arménio:  Լիլիթ Մկրտչյան; nascida em 9 de agosto de 1982, em Yerevan) é uma jogadora de xadrez da Armênia, Grande Mestra de xadrez e quatro vezes campeã nacional feminina.
Em 2002, Mkrtchian conquistou a medalha de prata no Campeonato Europeu de Xadrez Individual em Bulgária, na Bulgária, marcando 8½/11. Ela participou do Campeonato Europeu de Xadrez por equipes em 2003 em Plovdiv, Bulgária, ajudando a Armênia a conquistar a medalha de ouro. Ela conquistou a medalha de bronze no sétimo Campeonato Europeu Individual de Xadrez de 2006, realizado em Kuşadası, Turquia, marcando 7½/11.
Lilit conquistou sua primeira medalha de ouro individual no segundo tabuleiro no Campeonato Europeu por Equipes Feminino de xadrez em 2015, na China.